# Антиох V Еупатор
Антиох V Еупатор (грчки: Αντίοχος Ε' Ευπάτωρ, око 173. п. н. е. - 162. п. н. е.) је био владар хеленистичког Селеукидског краљевства од 163. до 162. године п. н. е.

## Биографија
Антиох V је био син краља Антиоха IV и Лаодике IV. На престолу се нашао након очеве смрти. У тренутку доласка на власт био је малолетан, те је војсковођа Лизија проглашен његовим регентом. Лизију нису хтеле прихватити остале селеукидске велможе, укључујући и сатрапа Медије Тимарха, који је искористио прилику и прогласио независност. Истовремено се у Риму, у складу са одредбама мира у Апамеји, налазио као талац Антиохов стриц Деметрије I Сотер, најстарији син Антиоха III Великог. Користећи се метежом који је настао након убиства римског изасланика Гнеја Октавија, Деметрије је 162. године п. н. е. побегао из заробљеништва. Дошао је у Антиохију и тамо убио свог нећака, да би сам преузео престо.

## Породично стабло
|  |                     |  |  |  |  |  |  |  |  |  |  |  |  |  |  |  |
|  | 2. Антиох IV Епифан |  |  |  |  |  |  |  |  |  |  |  |  |  |  |  |
|  |                     |  |  |  |  |  |  |  |  |  |  |  |  |  |  |  |
|  |                     |  |  |  |  |  |  |  |  |  |  |  |  |  |  |  |
|  | 1. Антиох V Еупатор |  |  |  |  |  |  |  |  |  |  |  |  |  |  |  |
|  |                     |  |  |  |  |  |  |  |  |  |  |  |  |  |  |  |
|  |                     |  |  |  |  |  |  |  |  |  |  |  |  |  |  |  |
|  | 3. Лаодика IV       |  |  |  |  |  |  |  |  |  |  |  |  |  |  |  |
|  |                     |  |  |  |  |  |  |  |  |  |  |  |  |  |  |  |
|  |                     |  |  |  |  |  |  |  |  |  |  |  |  |  |  |  |